# إسحاق بن أحمد العلثي
أَبُو الْفَضْلِ إِسْحَاقُ بْنُ أَحْمَدَ بْنِ مُحَمَّدِ بْنِ غَانِمٍ الْعَلْثِيُّ ويُعرف اختصارًا بـ إسحاق بن أحمد العلثي (غير معروف – ربيع الأول 634هـ / غير معروف – 1236م) أحد كبار علماء الحنابلة في القرن السابع الهجري. كان قدوة صالحًا، زاهدًا فقيهًا، عالمًا أمارًا بالمعروف نهاءً عن المنكر، لا يخاف أحد إلا الله، ولا تأخذه في الله لومة لائم. أخذ العلم من أبي الفتح بن شاتيل، وقرأ بنفسه على ابن كليب، وابن الأخضر.

## انكاره للمنكر
أنكر على الخليفة الناصر فمن دونه، وواجه وصدعه بالحق. قال ناصح الدين بن الحنبلي وقرأته بخطه: «هو اليوم شيخ العراق، والقائم بالإنكار على الفقهاء، والفقراء، وغيرهم فيما ترخصوا فيه». قال المنذري: «قيل إنه لم يكن في زمانه أكثر إنكارا للمنكر منه، وحبس على ذلك مدة». قال ابن رجب: «وله رسائل كثيرة إلى الأعيان بالإنكار عليهم، والنصح لهم، ورأيت بخطه كتابا أرسله إلى الخليفة ببغداد، وأرسل أيضا إلى الشيخ علي بن إدريس الزاهد، صاحب الشيخ عبد القادر رسالة طويلة، تتضمن إنكار الرقص والسماع والمبالغة في ذلك». وله في معنى ذلك عدة رسائل إلى غير واحد.
وقد قال في الأمر بالمعروف والنهي عن المنكر: «وما زال أصحابنا يجهرون بصريح الحق في كل وقت ولو ضُربوا بالسيوف، لا يخافون في الله لومة لائم، ولا يبالون بشناعة مشنع، ولا كذب كاذب، ولهم من الاسم العذب الهني، وتركهم الدنيا وإعراضهم عنها اشتغالاً بالآخرة ما هو معلوم معروف».

## رسالته إلى ابن الجوزي
أرسل رسالة طويلة إلى أبي الفرج بن الجوزي بالإنكار عليه فيما يقع في كلامه من الميل إلى أهل التأويل يقول فيها:
| إسحاق بن أحمد العلثي | من عبيد الله إسحاق بن أحمد بن محمد بن غانم العلثي، إلى عبد الرحمن بن الجوزي، حمانا الله وإياه من الاستكبار عن قبول النصائح، ووقفنا وإياه لإتباع السلف الصالح، وبصرنا بالستة السنية، ولا حرمنا الاهتداء باللفظات النبوية، وأعاذنا من الابتداع من الشريعة المحمدية، فلا حاجة إلى ذلك، فقد تركنا على بيضاء نقية، وأكمل الله لنا الدين، وأغنانا عن آراء المتنطعين، ففي كتاب الله، وسنة رسوله مقنع لكل من رغب أو رهب، ورزقنا الله الاعتقاد السليم، ولا حرمنا التوفيق، فإذا حرمه العبد لم ينفع التعليم، وعرفنا أقدار نفوسنا، وهدانا الصراط المستقيم، ولا حول ولا قوة إلا بالله العلي العظيم، وفوق كل ذي علم عليم، وبعد حمد الله سبحانه وتعالى، والصلاة على رسوله، فلا يخفى أن الدين النصيحة خصوصا للمولى الكريم، والرب الرحيم، فكم قد زل قلم، وعثر قدم، وزلق متكلم، ولا يحيطون به علما، قال عز من قائل: ومن الناس من يجادل في الله بغير علم ولا هدى ولا كتاب منير | إسحاق بن أحمد العلثي |

.